# Thụy Hải
Thụy Hải là một xã thuộc huyện Thái Thụy, tỉnh Thái Bình, Việt Nam.
Xã có diện tích 3,15 km², dân số năm 1999 là 4742 người, mật độ dân số đạt 1505 người/km².

## Miếu Ba Thôn
Miếu Ba Thôn thờ Nguyễn Quảng Lại đã cùng các tướng tài giỏi khác phò Đinh Bộ Lĩnh dẹp loạn mười hai sứ quân thống nhất Tĩnh hải quân và được phong giữ chức Thủy đạo đại tướng quân. Trong một lần cùng Đinh Tiên Hoàng truy đuổi tàn quân của Kiều Công Hãn, ông đã mất tích, xác trôi về cửa Bố Hải Khẩu rồi được người dân làng chài trang Quang Lang chôn cất và thờ cúng.
Theo thần phả, Nguyễn Quảng Lại là con trai duy nhất của thân phụ Nguyễn Huý Đạo và thân mẫu Dương Thị Hoà, người trang Thịnh Liệt, huyện Tiên Phong, tỉnh Sơn Tây. Ngài đã cùng các tướng tài giỏi khác như: Đinh Điền, Nguyễn Bặc, Đinh Liễn và Lê Hoàn… phò Đinh Bộ Lĩnh dẹp loạn mười hai sứ quân thống nhất đất nước. Ngài được Đinh Bộ Lĩnh và các tướng sĩ hết sức quý trọng, phong ngài giữ chức Thủy đạo đại tướng quân.